# Landkolonie Filadelfia
Landkolonie Filadelfia was een landbouwkolonie waarvan de behuizing was gelegen aan de oostzijde van het Noord-Willemskanaal, halverwege Tynaarlo en De Punt in de Nederlandse provincie Drenthe. Het bedrijf lag oorspronkelijk aan beide zijden van het kanaal. Over het kanaal lag een brug van de Groningerweg, de deels verdwenen weg tussen Tynaarlo en Yde.

## Geschiedenis
Omstreeks 1857 kocht Johannes Niewold (1820 - 1898), banketbakker in Groningen, een groot heideveld om dat te ontginnen en liet een boerderij bouwen met de naam Buitenzorg. Niewold verkocht het bedrijf in 1862 door aan J. Fenseling. De boerderij werd na de grote brand in september 1879 weer herbouwd.
Uiteindelijk verwierf dominee Meijndert ten Broek (1874-1942) de boerderij in 1912/1913 om een tuinbouwkolonie te stichten, met de naam Landkolonie Filadelfia. Er werden woningen gebouwd en een kerkje. In 1925 nam de Vereniging Hoogeland, een Christelijke vereeniging tot stichting en instandhouding van arbeidskoloniën, de taken op zich. De opgevangen werk- en daklozen werden al snel ingezet om de matrassen te maken. De voorhuis van de boerderij werd na een brand in 1930 herbouwd als villa (directeurswoning).
Na de Tweede Wereldoorlog stelde de kolonie weinig meer voor. Uiteindelijk werden de opstallen verkocht. Deze bestaan nog. De directeurswoning is een B&B-accommodatie geworden.